# Premi e candidature per Pappa e ciccia

Logo della serie.

Di seguito sono elencati i premi e le candidature inerente alla serie televisiva statunitense Pappa e ciccia, trasmessa dal 18 ottobre 1988 al 22 maggio 2018 sul network ABC. La serie ha ricevuto 68 nomination, vincendo 20 premi (4 American Comedy Awards, 3 GLAAD Media Awards, 3 Golden Globe, 1 Kids' Choice Awards, 5 People's Choice Awards e 4 Emmy Award)
Nel 1993, Roseanne Barr e Laurie Metcalf hanno entrambi vinto gli Emmy Awards per le loro interpretazioni nella serie, Barr per la miglior attrice protagonista in una serie commedia e Metcalf per la miglior attrice non protagonista. Metcalf ha vinto anche nel 1992 e nel 1994.
Sempre nel 1993, Roseanne Barr e John Goodman hanno entrambi vinto i Golden Globe, Barr come miglior attrice e Goodman come miglior attore. La serie ha vinto il Golden Globe Award per la migliore serie televisiva - Musical o Commedia.
La serie raggiunse il primo posto nelle classifiche Nielsen diventando la serie televisiva più vista negli Stati Uniti dal 1989 al 1990, e rimase tra i primi quattro per sei delle sue nove stagioni, e tra le prime venti per otto stagioni.
Nel 1997, l'episodio "A Stash from the Past" è stato classificato al 21º posto dei 100 migliori episodi di tutti i tempi della TV Guide. Nel 2002, Pappa e ciccia si è classificata al 35 ° posto nella classifica dei 50 più grandi programmi TV di tutti i tempi.
Il 29 maggio 2018, in seguito alla cancellazione, la ABC ha annunciato di aver sospeso la campagna a sostegno della candidatura di Pappa e ciccia alla prossima edizione degli Emmy.

## American Comedy Awards
| Anno | Premio                                 | Nomination    | Risultato |
| ---- | -------------------------------------- | ------------- | --------- |
| 1989 | Funniest Leading Female in a TV Series | Roseanne Barr | Vinto     |
| 1989 | Funniest Leading Male in a TV Series   | John Goodman  | Vinto     |
| 1990 | Funniest Leading Female in a TV Series | Roseanne Barr | Candidato |
| 1990 | Funniest Leading Male in a TV Series   | John Goodman  | Vinto     |
| 1991 | Funniest Leading Female in a TV Series | Roseanne Barr | Candidato |
| 1991 | Funniest Leading Male in a TV Series   | John Goodman  | Candidato |
| 1992 | Funniest Leading Female in a TV Series | Roseanne Barr | Candidato |
| 1992 | Funniest Leading Male in a TV Series   | John Goodman  | Candidato |
| 1993 | Funniest Leading Female in a TV Series | Roseanne Barr | Vinto     |
| 1993 | Funniest Leading Male in a TV Series   | John Goodman  | Candidato |
| 1994 | Funniest Leading Female in a TV Series | Roseanne Barr | Candidato |
| 1994 | Funniest Leading Male in a TV Series   | John Goodman  | Candidato |
| 1995 | Funniest Leading Female in a TV Series | Roseanne Barr | Candidato |
| 1995 | Funniest Leading Male in a TV Series   | John Goodman  | Candidato |
| 1996 | Funniest Leading Female in a TV Series | Roseanne Barr | Candidato |

## GLAAD Media Awards
| Anno | Premio                    | Nomination     | Risultato |
| ---- | ------------------------- | -------------- | --------- |
| 1992 | Outstanding Comedy Series | Pappa e ciccia | Vinto     |
| 1993 | Outstanding Comedy Series | Pappa e ciccia | Vinto     |
| 1995 | Outstanding Comedy Series | Pappa e ciccia | Vinto     |

## Golden Globe
| Anno | Premio                                           | Nomination     | Risultato  |
| ---- | ------------------------------------------------ | -------------- | ---------- |
| 1989 | Miglior serie commedia o musicale                | Pappa e ciccia | Canndidato |
| 1989 | Miglior attrice in una serie commedia o musicale | Roseanne Barr  | Canndidato |
| 1989 | Miglior attore in una serie commedia o musicale  | John Goodman   | Canndidato |
| 1990 | Miglior attore in una serie commedia o musicale  | John Goodman   | Canndidato |
| 1991 | Miglior attrice in una serie commedia o musicale | Roseanne Barr  | Canndidato |
| 1991 | Miglior attore in una serie commedia o musicale  | John Goodman   | Canndidato |
| 1992 | Miglior attrice in una serie commedia o musicale | Roseanne Barr  | Canndidato |
| 1993 | Miglior serie commedia o musicale                | Pappa e ciccia | Vinto      |
| 1993 | Miglior attrice in una serie commedia o musicale | Roseanne Barr  | Vinto      |
| 1993 | Miglior attore in una serie commedia o musicale  | John Goodman   | Vinto      |
| 1993 | Miglior attrice non protagonista in una serie    | Laurie Metcalf | Candidato  |
| 1994 | Miglior serie commedia o musicale                | Pappa e ciccia | Candidato  |
| 1994 | Miglior attrice in una serie commedia o musicale | Roseanne Barr  | Candidato  |
| 1995 | Miglior attrice non protagonista in una serie    | Laurie Metcalf | Candidato  |

## Kids' Choice Awards
| Anno | Premio                      | Nomination    | Risultato |
| ---- | --------------------------- | ------------- | --------- |
| 1992 | Favorite Television Actress | Roseanne Barr | Vinto     |
| 1995 | Favorite Television Actress | Roseanne Barr | Candidato |
| 1996 | Favorite Television Actress | Roseanne Barr | Candidato |
| 1997 | Favorite Television Actress | Roseanne Barr | Candidato |

## People's Choice Awards
| Anno | Premio                                 | Nomination     | Risultato |
| ---- | -------------------------------------- | -------------- | --------- |
| 1989 | Favorite New Television Comedy Program | Pappa e ciccia | Vinto     |
| 1990 | Favorite Female Television Performer   | Roseanne Barr  | Vinto     |
| 1990 | Favorite All-Around Female Entertainer | Roseanne Barr  | Vinto     |
| 1994 | Favorite Female Television Performer   | Roseanne Barr  | Vinto     |
| 1995 | Favorite Female Television Performer   | Roseanne Barr  | Vinto     |

## Primetime Emmy Awards
| Anno | Premio                                                                                      | Nomination                  | Risultato |
| ---- | ------------------------------------------------------------------------------------------- | --------------------------- | --------- |
| 1989 | Miglior attore in una serie comica o commedia                                               | John Goodman                | Candidato |
| 1989 | Miglior montaggio video per una serie commedia single-camera                                | Marco Zappia                | Candidato |
| 1989 | Miglior direzione artistica per una serie in costume single-camera, miniserie o film        | Garvin Eddy                 | Candidato |
| 1989 | Migliori musiche e testi originali                                                          | Dan Foliart, Howard Pearl   | Candidato |
| 1990 | Miglior attore in una serie comica o commedia                                               | John Goodman                | Candidato |
| 1990 | Miglior direzione tecnica, operazioni di ripresa e controllo video per una serie televisiva | Daniel Flannery             | Candidato |
| 1991 | Miglior attore in una serie comica o commedia                                               | John Goodman                | Candidato |
| 1992 | Miglior attrice in una serie comica o commedia                                              | Roseanne Barr               | Candidato |
| 1992 | Miglior attore in una serie comica o commedia                                               | John Goodman                | Candidato |
| 1992 | Migliore sceneggiatura per una serie comica o commedia                                      | Jennifer Heath, Amy Sherman | Candidato |
| 1992 | Miglior attrice non protagonista in una serie comica o commedia                             | Laurie Metcalf              | Vinto     |
| 1993 | Miglior attrice in una serie comica o commedia                                              | Roseanne Barr               | Vinto     |
| 1993 | Miglior attore in una serie comica o commedia                                               | John Goodman                | Candidato |
| 1993 | Miglior attrice non protagonista in una serie comica o commedia                             | Laurie Metcalf              | Vinto     |
| 1993 | Miglior attrice non protagonista in una serie comica o commedia                             | Sara Gilbert                | Candidato |
| 1993 | Miglior direzione tecnica, operazioni di ripresa e controllo video per una serie televisiva | Daniel Flannery             | Candidato |
| 1994 | Miglior attrice in una serie comica o commedia                                              | Roseanne Barr               | Candidato |
| 1994 | Miglior attore in una serie comica o commedia                                               | John Goodman                | Candidato |
| 1994 | Miglior attrice non protagonista in una serie comica o commedia                             | Laurie Metcalf              | Vinto     |
| 1994 | Miglior attrice non protagonista in una serie comica o commedia                             | Sara Gilbert                | Candidato |
| 1994 | Miglior direzione tecnica, operazioni di ripresa e controllo video per una serie televisiva | Daniel Flannery             | Candidato |
| 1995 | Miglior attrice in una serie comica o commedia                                              | Roseanne Barr               | Candidato |
| 1995 | Miglior attore in una serie comica o commedia                                               | John Goodman                | Candidato |
| 1995 | Miglior attrice non protagonista in una serie comica o commedia                             | Laurie Metcalf              | Candidato |
| 1995 | Migliori acconciature per una serie single-camera                                           | Pixie Schwartz              | Candidato |

## Screen Actors Guild Awards
| Anno | Premio                                                       | Nomination    | Risultato |
| ---- | ------------------------------------------------------------ | ------------- | --------- |
| 1995 | Outstanding Performance by a Female Actor in a Comedy Series | Roseanne Barr | Candidato |
| 1995 | Outstanding Performance by a Male Actor in a Comedy Series   | John Goodman  | Candidato |